# Винна кислота
Винна кислота (диоксибурштинова кислота, 2,3-дигідроксибутандіонова кислота, тартратна кислота) НООС-СН(ОН)-СН(ОН)-СООН — двохосновна оксикислота. Її солі називають тартрáтами.

## Ізомерія
Відомі три стереоізомерних форми винної кислоти: D-(-)-енантіомер (зліва вгорі), L-(+)-енантіомер (справа вгорі) і мезо-форма (мезовинна кислота).
Рацемічна суміш енантіомерних винних кислот (D,L-винна) відома як виноградна кислота.

## Добування
Винна кислота — поширена природна сполука. У значній кількості вона міститься в кислому соку багатьох фруктів, наприклад, у виноградному соку. D-винну кислоту отримують дією мінеральних кислот на її кислу калійну сіль (винний камінь), що утворюється при бродінні виноградного соку.
Мезовинна кислота утворюється при тривалому кип'ятінні будь-яких форм винної кислоти в розчині лугу, також при стереоселективному окисненні малеїнової кислоти (KMnO4 або OsO4).
L-винну кислоту виділяють із виноградної кислоти.

## Властивості
Кислотність при 25 °C:
```
D, L-: p
K
a1
 = 2,95, p
K
a2
 = 4,25
мезо-: p
K
a1
 = 3,22, p
K
a2
 = 4,85
```

Мезовинна кислота має температуру плавлення 140 °C, густину 1,666 г/см³ (20 °C), розчинність 125 г/100 г води.

## Хімічні властивості
При піролізі D-винна кислота декарбоксилюєтся з утворенням піровиноградної СН3СОСООН, піровинної (метилбурштинової) НООССН(СН3)-СН2СООН кислот та вуглекислого газу. Вона відновлюється до бурштинової кислоти, дає реакцію срібного дзеркала; в лужному середовищі розчиняє Cu(ОН)2 з утворенням прозорого яскраво-синього розчину — реактиву Фелінга.

## Застосування
Застосовується в харчовій промисловості (харчова добавка Е334), в медицині, для добування її естерів і солей (тартрати), в аналітичній хімії у складі реактиву Фелінга для виявлення альдегідів, при фарбуванні тканин тощо.